# Internationella Arbetarekonfederationen
Internationella Arbetarekonfederationen, förkortat ICL (Eng. International Confederation of Labour), är en internationell syndikalistisk fackföreningsfederation bildad i Parma 2018.

## Medlemsorganisationer
Nuvarande medlemsorganisationer är CNT (Spanien), EΣE (Grekland), FAU (Tyskland), FORA (Argentina), IP (Polen), IWW (USA) och USI (Italien).

## ICLs bildande
Internationella Arbetarekonfederationens konstituerande kongress avhölls i Parma, Italien den 11-14 maj 2018. Detta med anledning av de deltagande organisationernas missnöje med den första syndikalistiska internationalen, IAA.